# Satcom K2
O Satcom K2 (também chamado de Satcom Ku 2) foi um satélite de comunicação geoestacionário construído pela RCA Astro, ele esteve localizado na posição orbital de 81 graus de longitude oeste e era operado pela RCA Americom (posteriormente renomeada para GE Americom e SES Americom). O satélite foi baseado na plataforma AS-4000 e sua vida útil estimada era de 12 anos. O mesmo saiu de serviço em fevereiro de 2002 e foi enviado para uma órbita cemitério.

## História
O SATCOM KU-2 era um satélite de comunicações comercial construído pela RCA e implantado a partir da missão STS-61-B do ônibus espacial. Foi colocado em órbita geoestacionária a 81 graus de longitude oeste.
O Satcom K1 ficou fora de serviço em fevereiro de 2002 e foi transferido para uma órbita cemitério.

## Lançamento
O satélite foi lançado com sucesso ao espaço no dia 27 de novembro de 1985, às 00:29:00 UTC, abordo do ônibus espacial Atlantis da NASA durante a missão STS-61-B, a partir da Centro Espacial Kennedy, na Flórida, Estados Unidos, juntamente com os satélites Aussat A2, Morelos II e OEX Target. Ele tinha uma massa de lançamento de 1.900 kg.

## Capacidade e cobertura
O Satcom K2 era equipado com 16 (mais 4 de reserva) transponders em banda Ku para prestar serviços de telecomunicação aos Estados Unidos, Alasca e Havaí.